# Michael Flückiger
Michael Flückiger, född 1984, är en f.d. schweizisk ishockeymålvakt som spelat för flera olika lag i schweiziska NLA. 2006 blev han schweizisk mästare med HC Lugano.